# Geeloogzanger
De geeloogzanger (Myioborus pariae) is een zangvogel uit de familie Parulidae (Amerikaanse zangers). Het is een bedreigde, endemische vogelsoort  in noordoostelijk Venezuela. De vogel werd in 1949 door vader en zoon W.H. Phelps beschreven als een ondersoort van de bruinkapzanger (M. brunniceps).

## Kenmerken
De vogel is 13 cm lang. De vogel is van boven dof olijfkleurig grijsbruin, met een oranje kruin. De oorstreek is geel en het geel loopt door als een ring rond het oog als een soort bril. Van onder is de vogel geel, overgaand in witte onderstaartdekveren. De staartveren zijn zwart, de buitenste staartpennen zijn contrasterend wit.

## Verspreiding en leefgebied
Deze soort is endemisch in noordoostelijk Venezuela, op het schiereiland Paria in de deelstaat Sucre. Het is een vogel van bos en struikgewas in bergachtige gebieden of bosranden, koffieplantages en secundair bos op hoogten tussen de 800 en 1150 m boven zeeniveau.

## Status
De geeloogzanger heeft een zeer beperkt verspreidingsgebied en daardoor is de kans op uitsterven aanwezig. De grootte van de populatie werd in 2012 door BirdLife International geschat op 1500 tot 7000 volwassen individuen en de populatie-aantallen nemen af door habitatverlies. Het leefgebied wordt aangetast door ontbossing waarbij natuurlijk bos wordt omgezet in gebied voor agrarisch gebruik, vooral voor de teelt van tayer (Xanthosoma sagittifolium) en de aanleg van wegen. Om deze redenen staat deze soort als bedreigd op de Rode Lijst van de IUCN.